# 生硬言语
在精神病学中，生硬言语(stilted speech)或過度正式言语(pedantic speech)是一種不妥當的正式與嚴謹的溝通方式。 这种形式既可以是不当的韵律，也可以是言语内容“浮夸、法律化、哲学或古雅” 。 通常情况下，此種言语可以作为诊断精神分裂症或自闭症光谱（ASD）的依据，或者作为精神分裂症或分裂性人格障礙的常见症状的一种思维障碍。
为了判断生硬言语，研究者先前已经观察到了以下特征：
- 语言传递了过多信息
- 使用书面语，而非日常会话的词汇和语法
- 不必要的重复或修正

书面的和冗长单词内容，通常是生硬言语中最容易识别的特征，这种言语也表现出不规则的韵律，尤其是在谐振方面。 通常，生硬言语的音量、音高、频率和鼻音与正常言语不同，使人们感觉迂腐或者造作。 例如，过大的声音或过高的音调可能会给听众造成过于有力的印象，而缓慢或带鼻音的讲话会给人屈尊俯就的印象。
这些在自闭症患者中常见的症状，部分解释了為何生硬言语用于诊断自闭症。不当的语调，语义漂移，简洁和执着，这些都是在与自闭症谱系的青少年交谈时常见的缺陷。 通常，自闭症儿童中发现的生硬言语也会被特别地刻板化或重复练习。
精神分裂症患者也会经历生硬言语。 这种症状既是由于其无法接触更常用的词汇，也是由于其难以理解语用学——即语言与上下文之间的关系。 然而，生硬言语相较其他精神病症状不太常见。 这种认知障碍的因素也表现为自戀型人格疾患的症状